# Barbacenia squamata
Barbacenia squamata là một loài thực vật có hoa trong họ Velloziaceae. Loài này được Herb. miêu tả khoa học đầu tiên năm 1843.